# Jean-Daniel Vuillermoz
Pour les articles homonymes, voir Vuillermoz.
Jean-Daniel Vuillermoz, né le 10 février 1965 à Saint-Claude (Jura), est un créateur de costumes français.

## Biographie
Jean-Daniel Vuillermoz est diplômé de l’école du spectacle de la rue Blanche (ENSATT) dans la promotion 1985. Au début de sa carrière il travaille avec Yvonne Sassinot de Nesle, Dominique Borg et Moidele Bickel.
Il remporte un César des meilleurs costumes en 2001 pour le film Saint-Cyr de Patricia Mazuy.
Au théâtre, il remporte le Molière du créateur de costumes pour Henri IV, le bien-aimé en 2011.

## Théâtre
- 2010 : Henri IV, le bien-aimé de Daniel Colas
- 2012 : Harold et Maude
- 2015 : Représailles d'Éric Assous
- 2015 : Un certain Charles Spencer Chaplin de Daniel Colas
- 2015 : Momo de Sébastien Thiéry
- 2016 : Oliver Twist, Le Musical de Shay Alon et Christopher Delarue, Salle Gaveau
- 2016 : Le Cid d'Yves Beaunesne
- 2020 : Ruy Blas d'Yves Beaunesne

| 2023 | Check Up de Sébastien Thiéry mise en scène Jean-Louis Benoit                                                |
| 2022 | Demain la revanche de Sébastien Thiéry mise en scène Ladislas Chollat                                       |
| ″    | Une situation délicate d'après Alan Ayckbourn mise en scène Ladislas Chollat                                |
| ″    | Le Tartuffe de Molière mise en scène Yves Beaunesne                                                         |
| ″    | Un train pour Milan de François Feroleto… mise en scène François Feroleto                                   |
| 2021 | La Folie Maupassant de Gérard Savoisien mise en scène Anne Bourgeois                                        |
| ″    | Eugène Onéguine musique Piotr Ilitch Tchaïkovski mise en scène Florent Siaud                                |
| ″    | George & Sarah de Thierry Lassalle mise en scène Olivier Macé                                               |
| ″    | La Crème de Normandie de Milena Marinelli… mise en scène Hervé Devolder                                     |
| ″    | Quelque chose au côté gauche d'après Léon Tolstoï mise en scène Séverine Vincent                            |
| 2020 | Qui est Monsieur Schmitt ? de Sébastien Thiéry mise en scène Jean-Louis Benoit                              |
| ″    | Habiter le temps de Rasmus Lindberg mise en scène Michel Didym                                              |
| ″    | La Maison de Bernarda Alba de Federico García Lorca mise en scène Yves Beaunesne                            |
| ″    | Le Système Ribadier de Georges Feydeau mise en scène Ladislas Chollat                                       |
| 2019 | L'Heureux Stratagème de Marivaux mise en scène Ladislas Chollat                                             |
| ″    | Ruy Blas de Victor Hugo mise en scène Yves Beaunesne                                                        |
| ″    | La Souricière d'après Agatha Christie mise en scène Ladislas Chollat                                        |
| ″    | En ce temps là, l'amour de Gilles Segal mise en scène Christophe Gand                                       |
| ″    | Britannicus de Jean Racine mise en scène Florent Siaud                                                      |
| ″    | La Grande Petite Mireille de Marie-Charlotte Leclaire… mise en scène Hervé Devolder                         |
| ″    | Le Cas Eduard Einstein de Laurent Seksik mise en scène Stéphanie Fagadau                                    |
| ″    | Fleurs de soleil d'après Simon Wiesenthal mise en scène Steve Suissa                                        |
| 2018 | Pourvu qu'il soit heureux de Laurent Ruquier mise en scène Steve Suissa                                     |
| ″    | 3 hommes et 1 couffin d'après Coline Serreau mise en scène Coline Serreau                                   |
| ″    | Ich bin Charlotte d'après Doug Wright mise en scène Steve Suissa                                            |
| ″    | Ella de Herbert Achternbusch mise en scène Yves Beaunesne                                                   |
| ″    | Le Fils de Florian Zeller mise en scène Ladislas Chollat                                                    |
| ″    | La Collection d'après Harold Pinter mise en scène Thierry Harcourt                                          |
| ″    | Les Inséparables de Stéphan Archinard… mise en scène Ladislas Chollat                                       |
| ″    | Le Prince travesti de Marivaux mise en scène Yves Beaunesne                                                 |
| 2017 | Trahisons de Harold Pinter mise en scène Christophe Gand                                                    |
| ″    | Les Choristes mise en scène Christophe Barratier                                                            |
| ″    | Bankable de Philippe Madral mise en scène Daniel Colas                                                      |
| ″    | Abigail's Party de Mike Leigh mise en scène Thierry Harcourt                                                |
| ″    | Pleins feux d'après Mary Orr mise en scène Ladislas Chollat                                                 |
| ″    | Nina, c'est autre chose de Michel Vinaver mise en scène Florent Siaud                                       |
| 2016 | Le Cid de Pierre Corneille mise en scène Yves Beaunesne                                                     |
| ″    | Avant de s'envoler de Florian Zeller mise en scène Ladislas Chollat                                         |
| ″    | Oliver Twist, le musical d'après Charles Dickens mise en scène Ladislas Chollat                             |
| ″    | À droite à gauche de Laurent Ruquier mise en scène Steve Suissa                                             |
| ″    | Brasseur et les Enfants du paradis de Daniel Colas mise en scène Daniel Colas conception Alexandre Brasseur |
| ″    | Le Plus Beau Jour de David Foenkinos mise en scène Anne Bourgeois                                           |
| ″    | La Légèreté française de Nicolas Bréhal mise en scène Françoise Petit                                       |
| ″    | La Candidate de Jean Franco… mise en scène Raymond Acquaviva                                                |
| ″    | La Fille sur la banquette arrière de Bernard Slade mise en scène Thierry Harcourt                           |
| ″    | La Louve de Daniel Colas mise en scène Daniel Colas                                                         |
| 2015 | Résiste mise en scène Ladislas Chollat                                                                      |
| ″    | Un certain Charles Spencer Chaplin de Daniel Colas mise en scène Daniel Colas                               |
| ″    | Représailles d’Éric Assous mise en scène Anne Bourgeois                                                     |
| ″    | Momo de Sébastien Thiéry mise en scène Ladislas Chollat                                                     |
| ″    | Intrigue et amour de Friedrich von Schiller mise en scène Yves Beaunesne                                    |
| ″    | The Servant de Robin Maugham mise en scène Thierry Harcourt                                                 |
| ″    | Le Système d’Antoine Rault mise en scène Didier Long                                                        |
| 2014 | La Chauve-souris musique Johann Strauss II mise en scène Ivan A. Alexandre                                  |
| ″    | Huis clos de Jean-Paul Sartre mise en scène Daniel Colas                                                    |
| ″    | Deux hommes tout nus de Sébastien Thiéry mise en scène Ladislas Chollat                                     |
| ″    | Les Fiancés de Loches d'après Georges Feydeau mise en scène Hervé Devolder                                  |
| ″    | L'Annonce faite à Marie d'après Paul Claudel mise en scène Yves Beaunesne                                   |
| ″    | Le Tombeur d'après Robert Lamoureux mise en scène Jean-Luc Moreau                                           |
| 2013 | Robin des Bois mise en scène Michel Laprise                                                                 |
| ″    | Une heure de tranquillité de Florian Zeller mise en scène Ladislas Chollat                                  |
| ″    | Roméo et Juliette de William Shakespeare mise en scène Yves Beaunesne                                       |
| ″    | Combattimento musique Claudio Monteverdi… mise en scène Florent Siaud                                       |
| 2012 | Carmen musique Georges Bizet mise en scène Yves Beaunesne                                                   |
| ″    | Le Père de Florian Zeller mise en scène Ladislas Chollat                                                    |
| ″    | L'Intervention de Victor Hugo mise en scène Yves Beaunesne                                                  |
| ″    | Harold et Maude de Colin Higgins mise en scène Ladislas Chollat                                             |
| ″    | Simpatico de Sam Shepard mise en scène Didier Long                                                          |
| ″    | L'Unique et le Voyou de Claudine Vincent… mise en scène Séverine Vincent                                    |
| 2011 | Pionniers à Ingolstadt d'après Marieluise Fleisser mise en scène Yves Beaunesne                             |
| ″    | On ne badine pas avec l'amour d’Alfred de Musset mise en scène Yves Beaunesne                               |
| ″    | Youri de Fabrice Melquiot mise en scène Didier Long                                                         |
| ″    | Hollywood d'après Ron Hutchinson mise en scène Daniel Colas                                                 |
| 2010 | Henri IV, le bien aimé de Daniel Colas mise en scène Daniel Colas                                           |
| ″    | L'Amant de Harold Pinter mise en scène Didier Long                                                          |
| ″    | Le Tartuffe ou l'Imposteur de Molière mise en scène Patrice Kerbrat                                         |
| 2009 | L'Oreille droite de Jacques Rebotier mise en scène Jacques Rebotier                                         |
| ″    | Hippolyte et Aricie musique Jean-Philippe Rameau mise en scène Ivan A. Alexandre                            |
| 2008 | La Maison du lac d'après Ernest Thompson mise en scène Stéphane Hillel                                      |
| ″    | Qu'est-il arrivé à Bette Davis et Joan Crawford ? de Jean Marboeuf mise en scène Didier Long                |
| ″    | Mobile Home de Sylvain Rougerie mise en scène Anne Bourgeois                                                |
| ″    | La Tectonique des sentiments d’Éric-Emmanuel Schmitt mise en scène Éric-Emmanuel Schmitt                    |
| ″    | Equus de Peter Shaffer mise en scène Didier Long                                                            |
| 2007 | Chacun sa croix de Jean-Christophe Barc mise en scène Thierry Lavat                                         |
| ″    | La Vie de Galilée de Bertolt Brecht mise en scène Frédérique Lazarini                                       |
| ″    | La Vie devant soi d'après Romain Gary mise en scène Didier Long                                             |
| ″    | Avec deux ailes de Danielle Mathieu-Bouillon mise en scène Anne Bourgeois                                   |
| 2006 | Opus cœur d’Israël Horovitz mise en scène Stéphan Meldegg                                                   |
| ″    | Mademoiselle Julie d’August Strindberg mise en scène Didier Long                                            |
| ″    | Arsenic et vieilles dentelles d'après Joseph Kesselring mise en scène Thierry Harcourt                      |
| 2004 | Nature et dépassement d’Olivier Dutaillis… mise en scène Stéphan Meldegg                                    |
| ″    | Une pièce espagnole de Yasmina Reza mise en scène Luc Bondy                                                 |
| ″    | Miss Daisy et son chauffeur d'après Alfred Uhry mise en scène Stéphan Meldegg                               |
| 2003 | Le Talentueux Mr Ripley de Phyllis Nagy… mise en scène Thierry Harcourt                                     |
| 2002 | Visites de Jon Fosse mise en scène Marie-Louise Bischofberger                                               |
| ″    | Patate de Marcel Achard mise en scène Maurice Risch                                                         |
| 2000 | Au but de Thomas Bernhard mise en scène Marie-Louise Bischofberger                                          |
| 1998 | Les Mains sales de Jean-Paul Sartre mise en scène Jean-Pierre Dravel                                        |
| 1995 | Le Marchand de Venise d'après William Shakespeare mise en scène Jean-Luc Tardieu                            |
| 1994 | Le Bal des voleurs de Jean Anouilh mise en scène Jean-Claude Brialy                                         |

## Filmographie
- 1993 : Un crime de Jacques Deray
- 1995 : Vacances Bourgeoises de Jean-Claude Brialy
- 1996 : L'enfant du silence de Josée Dayan
- 2000 : Saint-Cyr de Patricia Mazuy
- 2000 : La Chambre obscure de Marie-Christine Questerbert
- 2007 : Jacquou Le Croquant de Laurent Boutonnat
- 2007 : Contre-enquête de Franck Mancuso
- 2008 : Les Insoumis de Claude-Michel Rome
- 2009 : Oscar et la Dame rose d'Éric-Emmanuel Schmitt
- 2009 : Ao, le dernier Néandertal de Jacques Malaterre
- 2010 : La peau de chagrin d'Alain Berliner
- 2010 : Carmen de Jacques Malaterre
- 2010 : Rien à déclarer de Dany Boon
- 2011 : Saigon l'été de nos vingt ans de Philippe Venault
- 2011 : La Nouvelle Guerre des boutons de Christophe Barratier
- 2013 : Le Passé d'Asghar Farhadi
- 2016 : L'Outsider de Christophe Barratier
- 2018 : Brûlez Molière ou l'affaire Tartuffe de Jacques Malaterre pour France 2
- 2019 : Let's Dance de Ladislas Chollat
- 2019 : C’est notre histoire- Ma révolution française de Jacques Malaterre
- 2021 : Envole-moi de Christophe Barratier
- 2021 : Toutes ces choses qu'on ne s'est pas dites de Miguel Courtois
- 2022 : L'affaire Annette Zelman de Philippe Le Guay

|  |

## Distinctions

### Récompenses
- César 2001 : meilleurs costumes pour Saint-Cyr
- Molières 2011 : Molière du créateur de costumes pour Henri IV, le bien-aimé
- Les Trophées de la comédie musicale 2017 : Trophée de la scénographie pour Oliver Twist, le musical
- Prix Gascon-Roux - Prix du TNM 2019 : Conception des costumes pour Britannicus
- Les Trophées de la comédie musicale 2024 : Trophée de la création costumes de comédie musicale pour Molière, le spectacle musical[4]

### Nominations
- César 2008 : meilleurs costumes pour Jacquou Le Croquant
- Molières 2015 : Molière de la création visuelle pour Le Système
- Molières 2016 : Molière de la création visuelle pour Un certain Charles Spencer Chaplin